# ألومنيوم البحرين
تُعد شركة البا أكبر مصهر للألمنيوم ذي موقع واحد في العالم ، حيث يبلغ إنتاجها أكثر من 1.622 مليون طن متري سنويًا (2024). وهي مدرجة في كل من بورصة البحرين وسوق لندن للأوراق المالية، والمساهمون فيها هم كل من شركة ممتلكات البحرين القابضة ش.م.ب. (مقفلة) (69.38%)، وشركة سابك للاستثمارات الصناعية (20.62%)، والجمهور العام (10%).
إلى جانب الألمنيوم السائل، تنتج الشركة العديد من منتجات القيمة المضافة كسبائك المزيج الأساسي لإعادة الصهر (سبائك حرف T، السبائك المعيارية، سبائك بروبرزي)، وقوالب الدرفلة، وقضبان السحب، ومنتجات الألمنيوم غير الممزوج لإعادة الصهر من فئة P1020. تتفاوت منتجات الشركة في أنوعها من حيث المزيج الداخل في تصنيعها وأسطحها النهائية، حيث يتم تصدير 73% لأكثر من 270 عميلاً حول العالم من خلال مكاتب المبيعات التابعة للشركة في أوروبا وسنغافورة والشركة التابعة لها في الولايات المتحدة الأمريكية.
في عام 2024 سجلت الشركة رقم قياسي بإنتاج 1,622,261 طن متري.

## التاريخ
تأسست الشركة رسميا بموجب مرسوم أميري صادر في عام 1968 وبدأت عملياتها في عام 1971 بطاقة سنوية بلغت آنذاك 120,000 طن متري. وبعد العديد من التحديثات ومشاريع التوسعة وصل الإنتاج السنوي إلى 450,000 طن متري في عام 1992. وفي مارس 2005 افتتحت البا خط إنتاج خامس جديد مما أدى إلى زيادة القدرة الإنتاجية الإجمالية للشركة لتصل إلى أكثر من 860,000 طن متري سنوياً من الألمنيوم. أما اليوم، وبفضل خط الصهر السادس الذي تم افتتاحه رسمياً في عام 2019، تخطت القدرة الإنتاجية السنوية للشركة حاجز 1.622 مليون طن متري.

## الملكية
مساهمي شركة البا هم كل من شركة ممتلكات البحرين القابضة (69.38٪) وشركة سابك للاستثمار (20.62٪) والعامة (10٪).
حيث عُرِضَت الشركة - في عام 2010 - للاكتتاب العام وأُدرجت في سوق البحرين للأوراق المالية وسوق لندن للأوراق المالية تحت رمز "ALBH".

## المصنع
يضم مصنع البا ستة خطوط صهر، وأربعة مسابك، وأربعة مصانع مخصصة للكربون، ومصنع لتكليس فحم الكوك بطاقة إنتاجية تصل إلى 550,000 طن متري سنويا ومصنع لتحلية المياه، وإثنى عشر مصنعاً لمعالجة الدخان، ومحطة بحرية، ومصنع لتوليد الكهرباء يتألف من 3 محطات طاقة، بسعة إنتاج إجمالية سنوية تبلغ 3,665 ميغاواط آيزو. كما يضم المصنع واحة مساحتها 13 هكتاراً مع أكثر من 15,000 شجرة وشجيرة وحديقة للفواكه والخضروات وبحيرة اصطناعية.

## مجموعة المنتجات

### منتجات الألمنيوم

#### السبائك المعيارية (10 و22.5 كيلوغرام)
تعتبر السبائك المعيارية مثالية للمستخدمين الذين يرغبون في إعادة تذويب هذا النموذج من الألمنيوم في أفرانهم الخاصة ليُشكل بعد ذلك لإنتاج مجموعة متنوعة من المنتجات النهائية. الطاقة الإنتاجية لشركة البا من السبائك المعيارية يبلغ أكثر من 560,000 طن متري سنويا.

#### قوالب الدرفلة

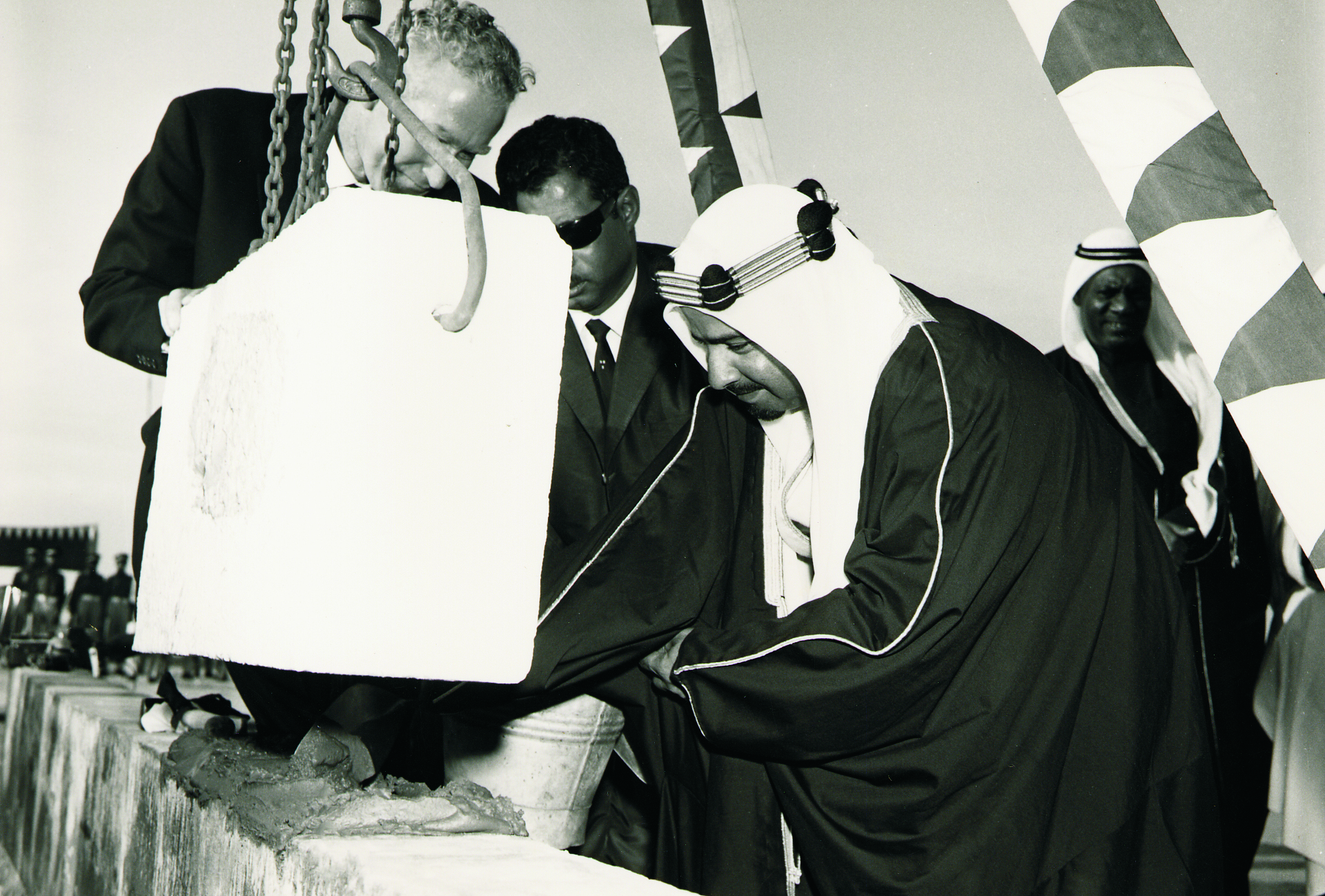
وضع حجر الأساس لشركة البا عام 1969

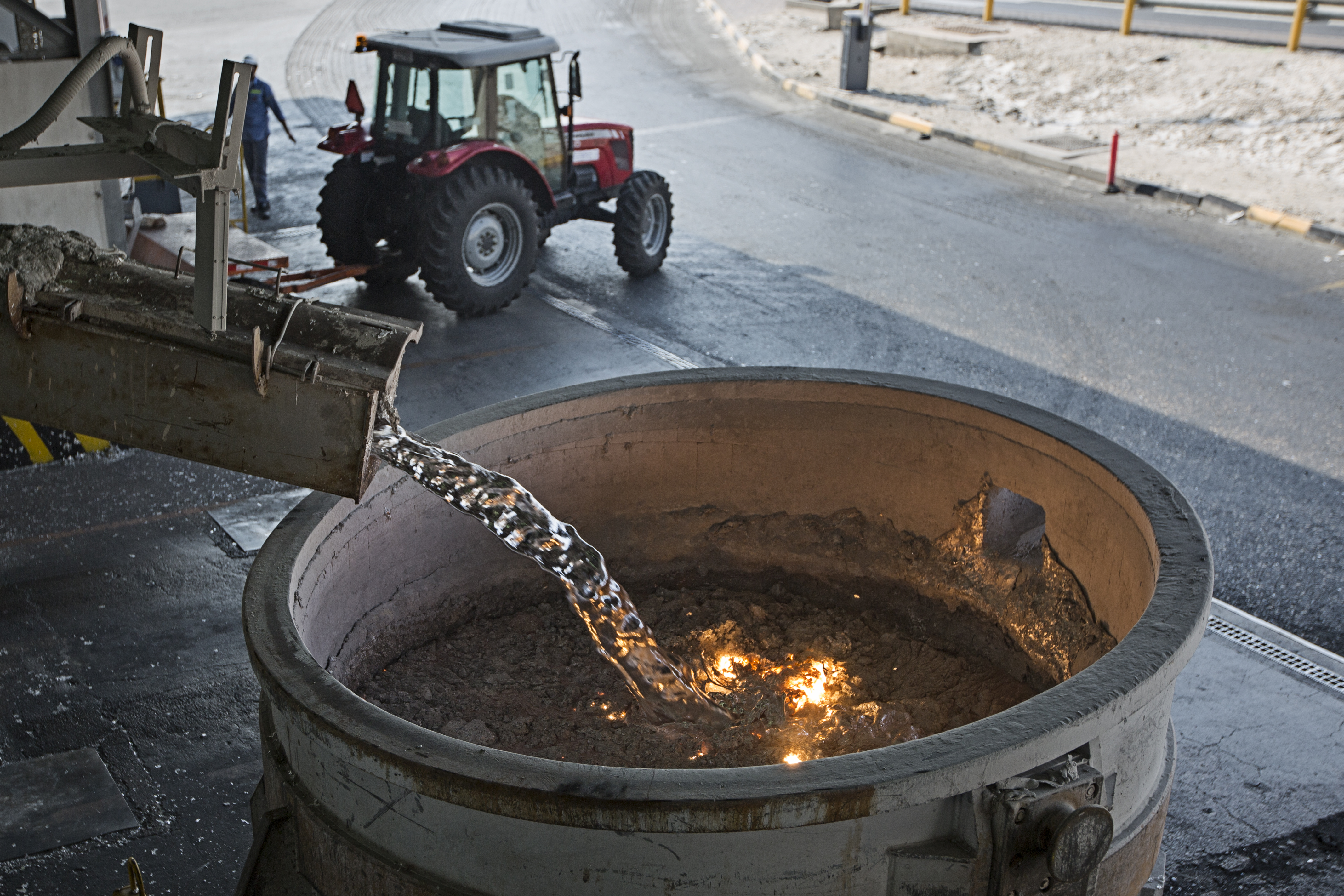
منتجات الألمنيوم - الألمنيوم السائل

سبائك الصفائح أو قوالب الدرفلة تستخدم في مصانع الدرفلة لتصنيع رقائق الألومنيوم. مجموع الطاقة الإنتاجية السنوية من قوالب الدرفلة يبلغ حاليا حوالي 400,000 طن متري سنويا.

#### سبائك بروبرزي
تستخدم سبائك بروبرزي بشكل أساسي لتصنيع عجلات السيارات عالية الجودة ومحاور الشاحنات وفوهات ضخ الغاز.

#### قضبان السحب
تستخدم قضبان السحب على نطاق واسع في مجال البناء والتشييد (النوافذ وإطارات الأبواب)، والنقل، والهندسة، وصنع السلع الاستهلاكية مديدة العمر. وتبلغ سعة شركة البا الإنتاجية السنوية لقضبان السحب أكثر من 600,000 طن متري.

#### المعدن السائل
يتم تزويد الصناعات التحويلية في البحرين بالمعدن السائل عبر نقله في بوتقات.

#### سبائك الحرف T
توفر شركة البا سبائك الحرف T بحسب معايير فئة P1020 وكقوالب مزيج أساسي.

#### منتجات الألمنيوم غير الممزوج لإعادة الصهر (LME Sows)
توفر شركة البا منتجات الألمنيوم غير الممزوج لإعادة الصهر من فئة P1020 وأعلى وفقاً لمعايير بورصة لندن للمعادن، حيث يتم إعادة صهر هذه المنتجات وسبكها لإنتاج العديد من المنتجات كقدور الضغط وواجهات ناطحات السحاب.

### المنتجات الأخرى

#### فحم الكوك المكلسن
مصهر البا هو أحد المصهرين الوحيدين في العالم الذان يمتلكان مصنع مخصص لتكليس فحم الكوك، حيث تبلغ طاقته الإنتاجية ما يقارب 550,000 طن متري سنويا.

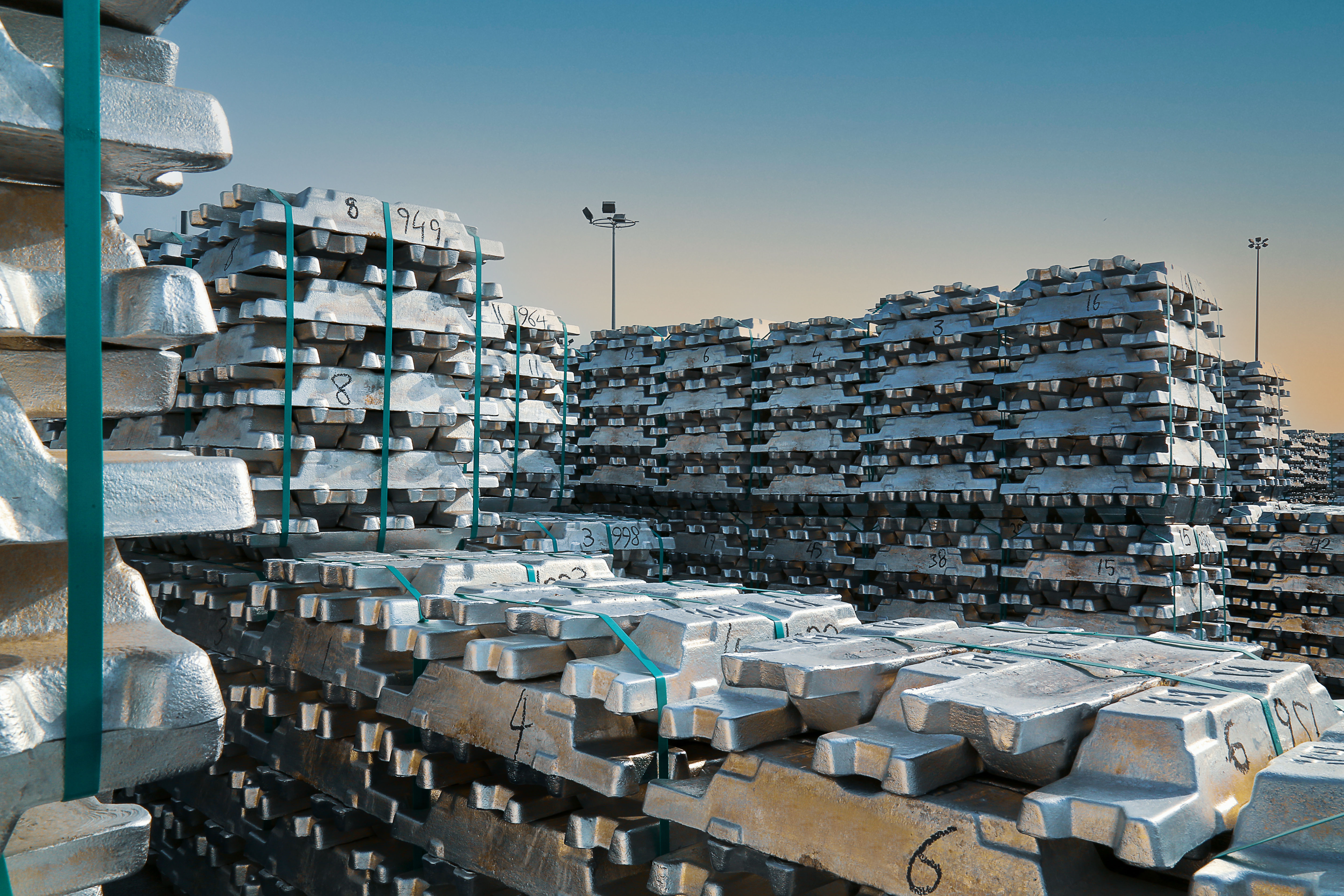
منتجات الألمنيوم - السبائك المعيارية

#### قوالب الأنود
تمتلك البا أربعة مصانع كربون تنتج حوالي 550,000 طن متري سنوياً من قوالب الأنود. ويتم إنتاج قوالب الأنود بشكل أساسي من فحم الكوك المكلسن.

#### الطاقة الكهربائية
مع محطات الطاقة الثلاث الموجودة حالياً بالبا والتي تٌنتج مجتمعة طاقة إجمالية تبلغ 3,665 ميغاوات آيزو، أي ما يعادل إجمالي الطاقة الكهربائية المستهلكة في البحرين ككل، يتم الإيفاء بكل احتياجات البا من الطاقة الكهربائية بشكل مستقل.

#### الماء
تم إنشاء محطة تحلية مياه البحر في البا في عام 2001، حيث تستخدم الحرارة الناتجة عن عملية التكليس لتوليد البخار لإنتاج 13 مليون متر مكعب سنوياً من المياه الصالحة للشرب.

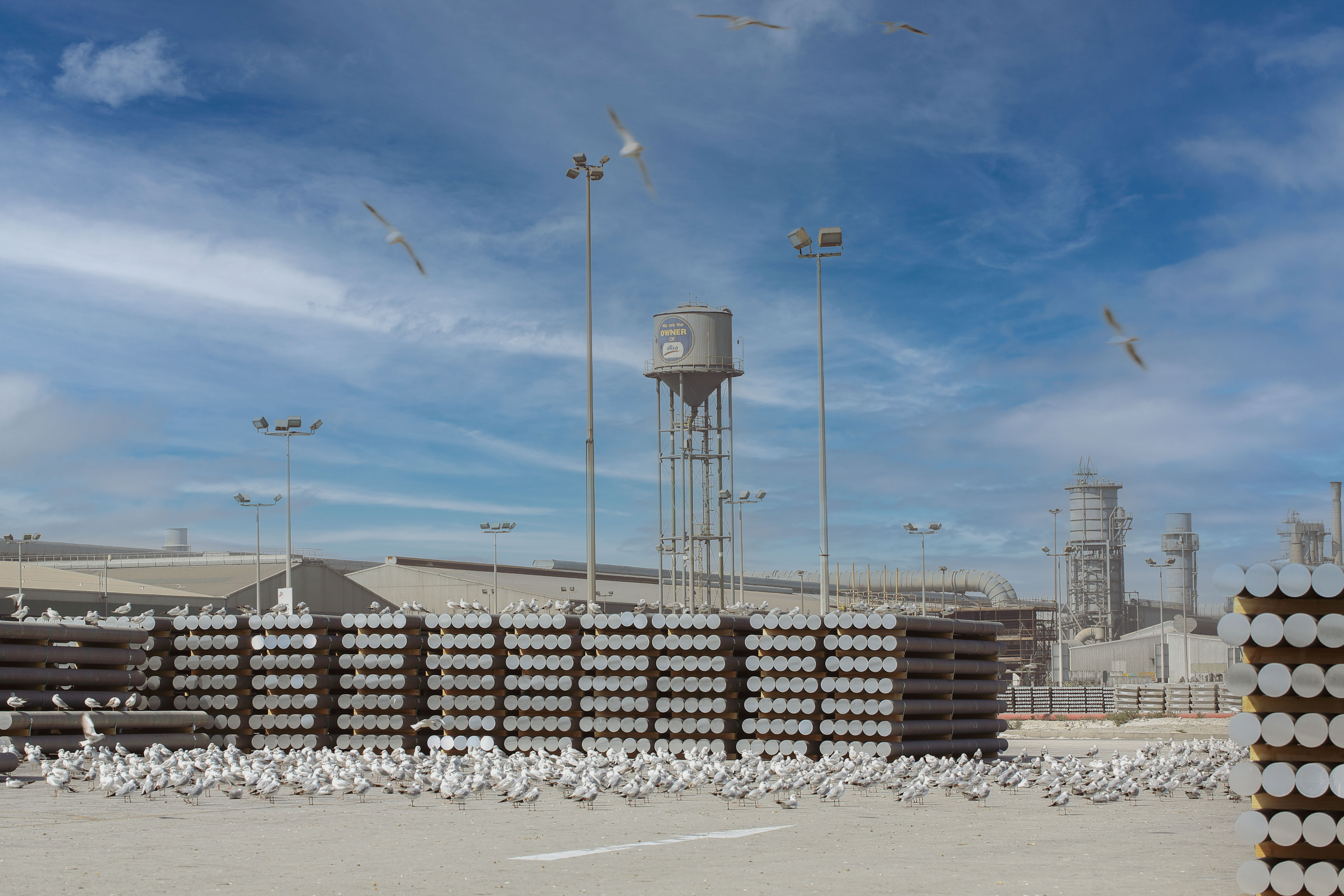
منتجات الألمنيوم - قوالب السحب

## المحافظة على البيئة
استثمرت البا مئات الملايين من الدولارات الأمريكية للمحافظة على البيئة وحصلت على الثناء والاعتراف الدولي بكونها ملتزمة بتنفيذ أعلى المعايير البيئية في جميع دوائر، وأقسام، ومصانع الشركة. ففي عام 2000 مثلاً، فازت البا بجائزة الألفية الصناعية في مضمار الإنجازات البيئية من الأمم المتحدة ودُعيت للمشاركة في اجتماعات الميثاق العالمي للأمم المتحدة.

## انظر أيضًا

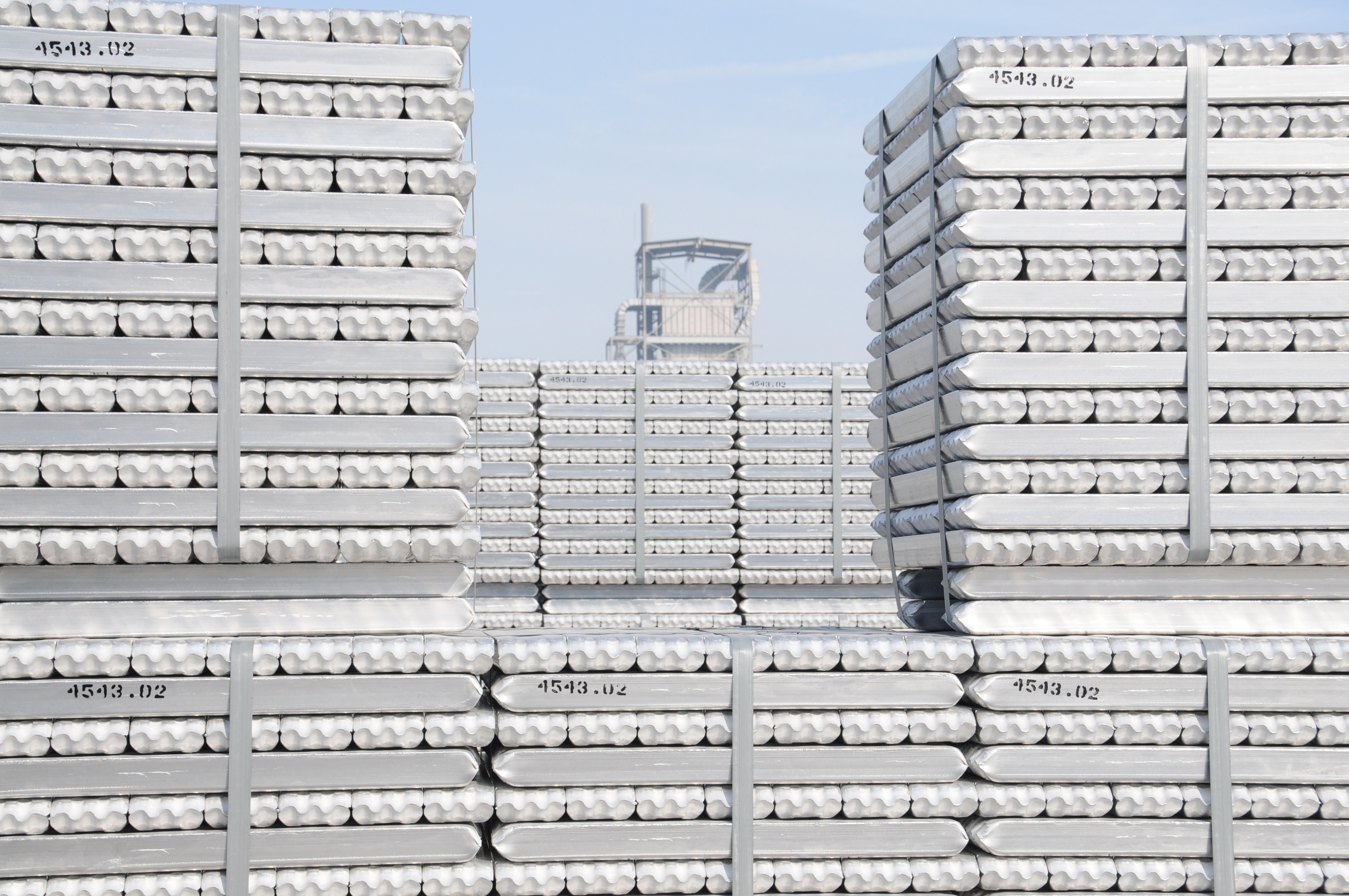
منتجات الألمنيوم - سبائك بروبرزي

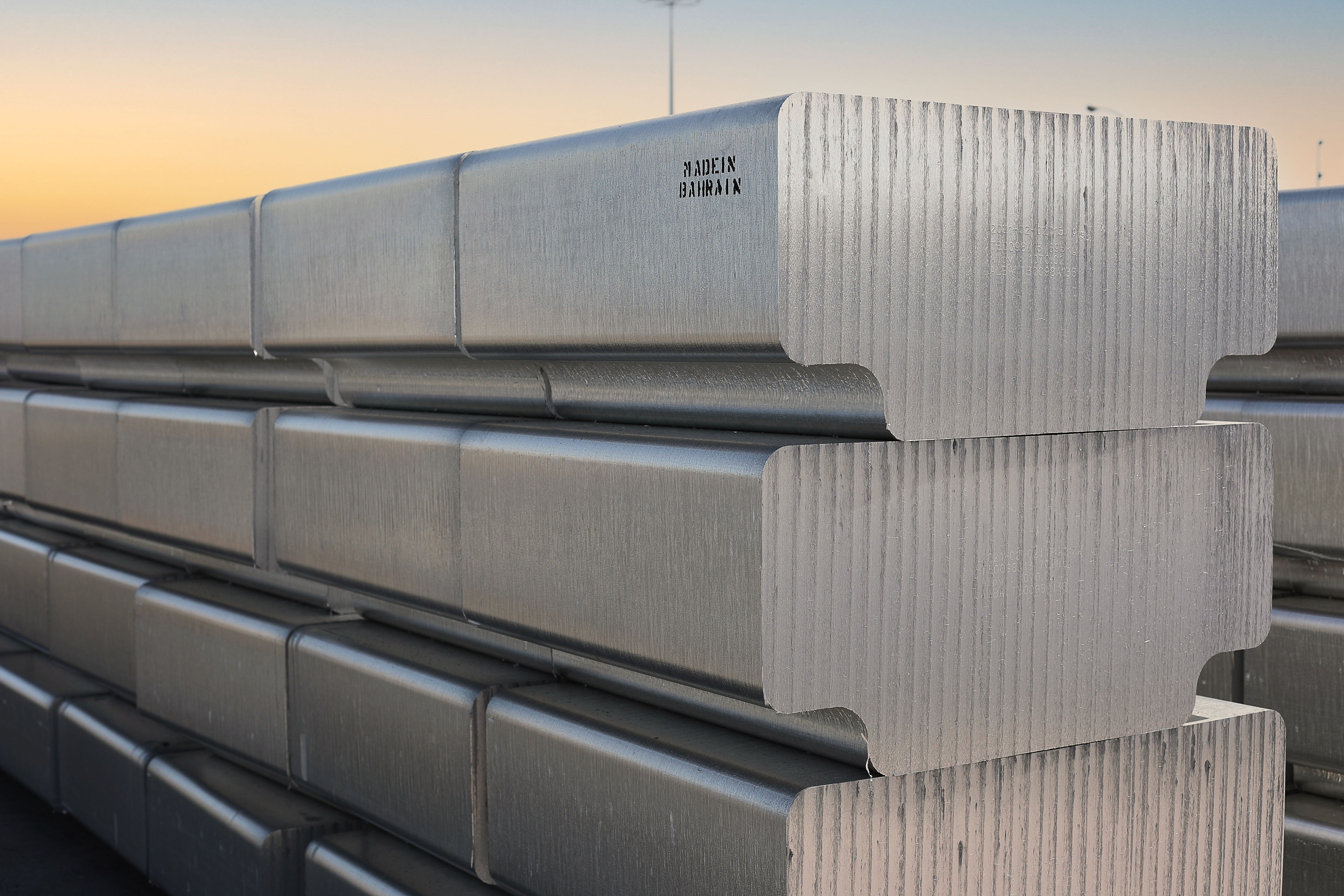
منتجات الألمنيوم - سبائك الحرف T

## معرض صور

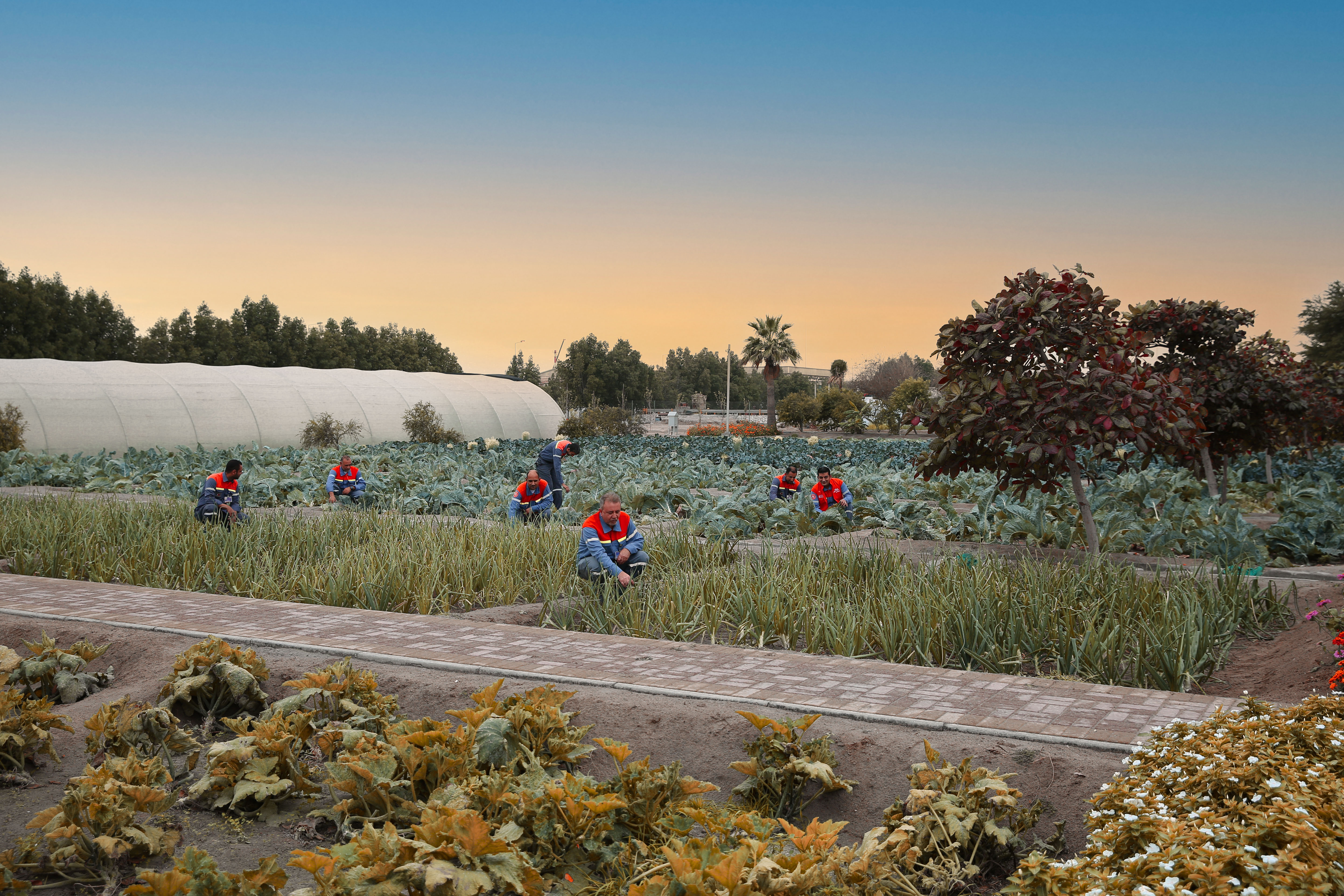
واحة البا

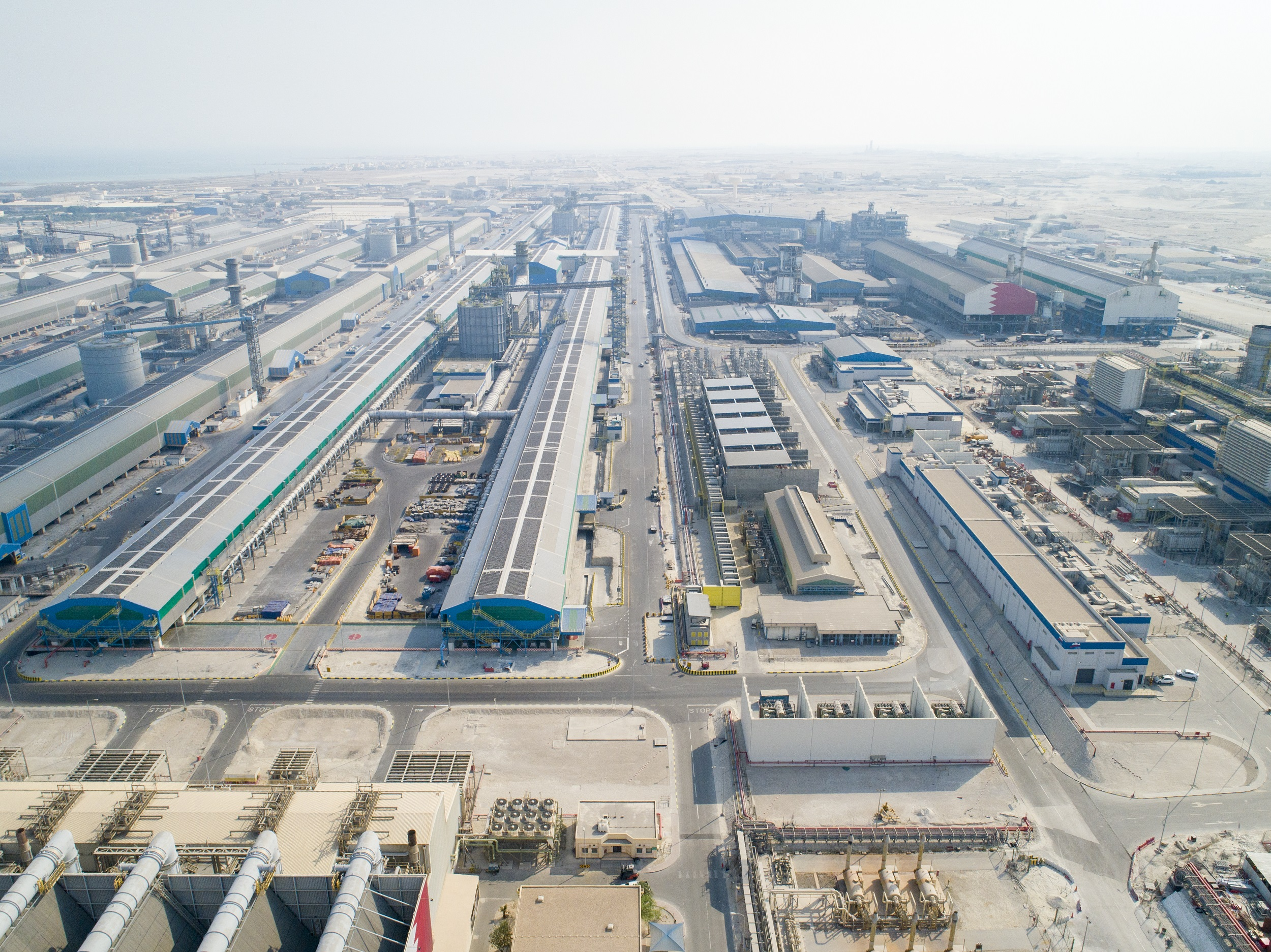
خط الصهر السادس بشركة البا

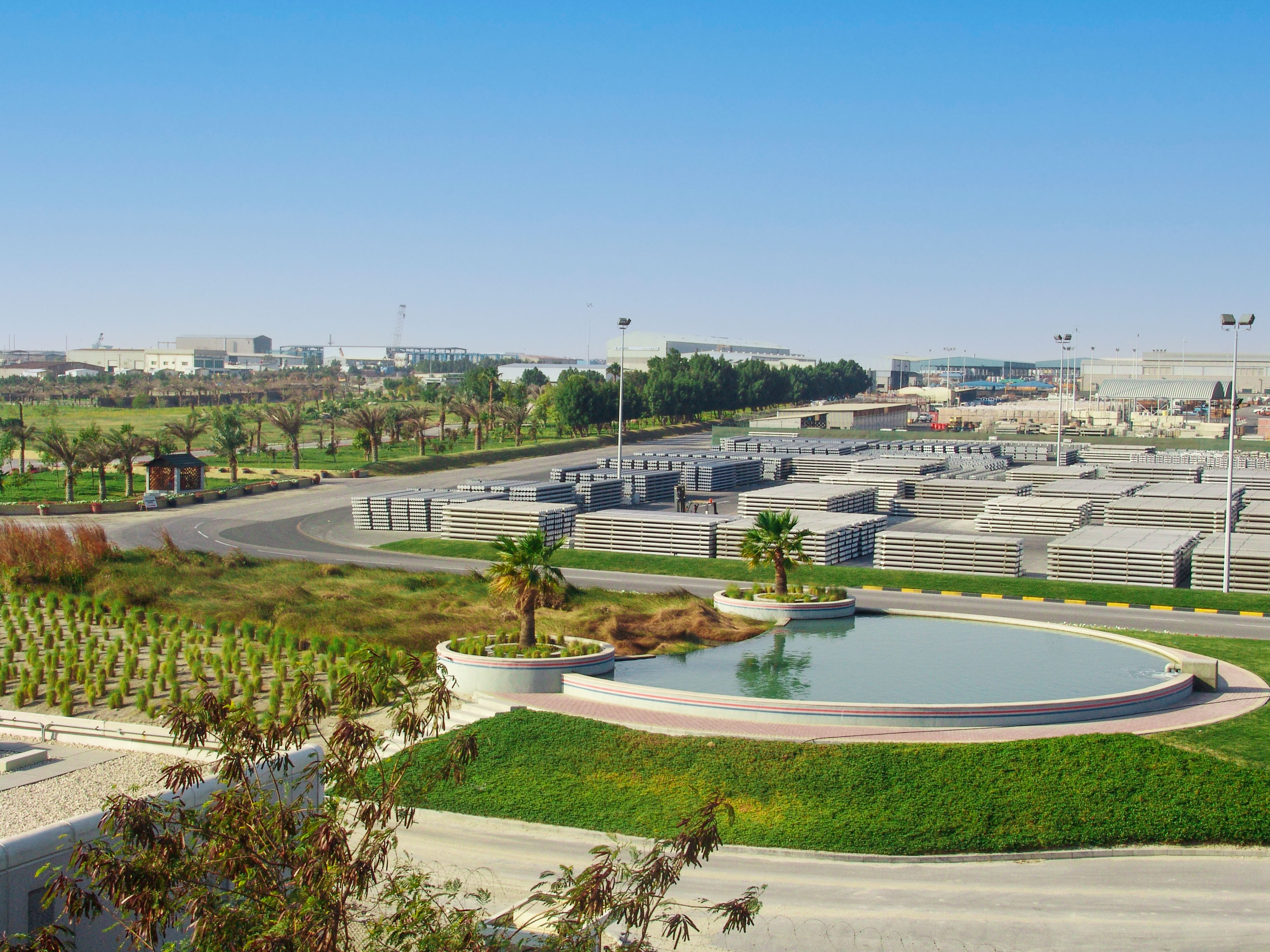
منتجات متعددة جاهزة للتوصيل
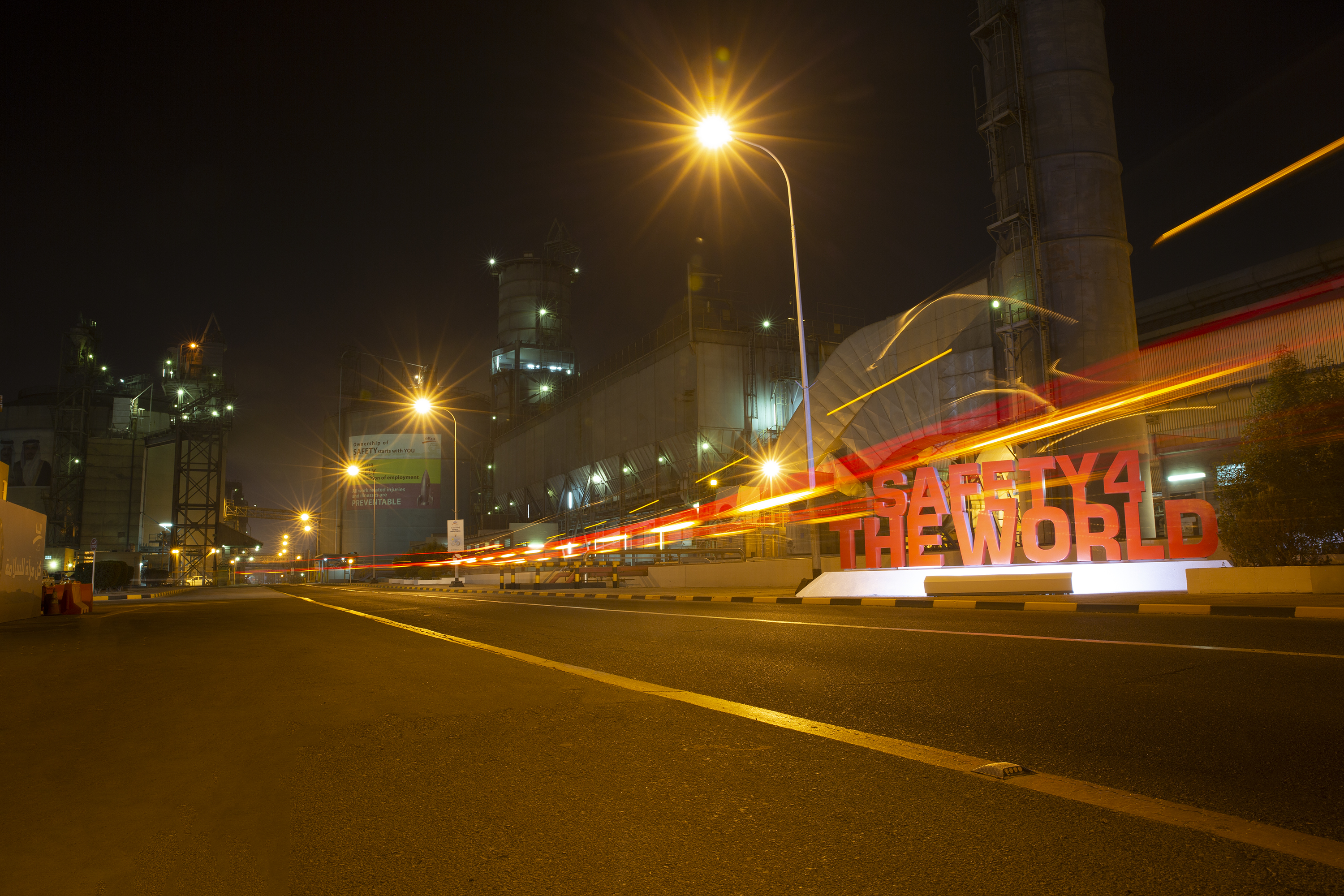
شركة البا في المساء
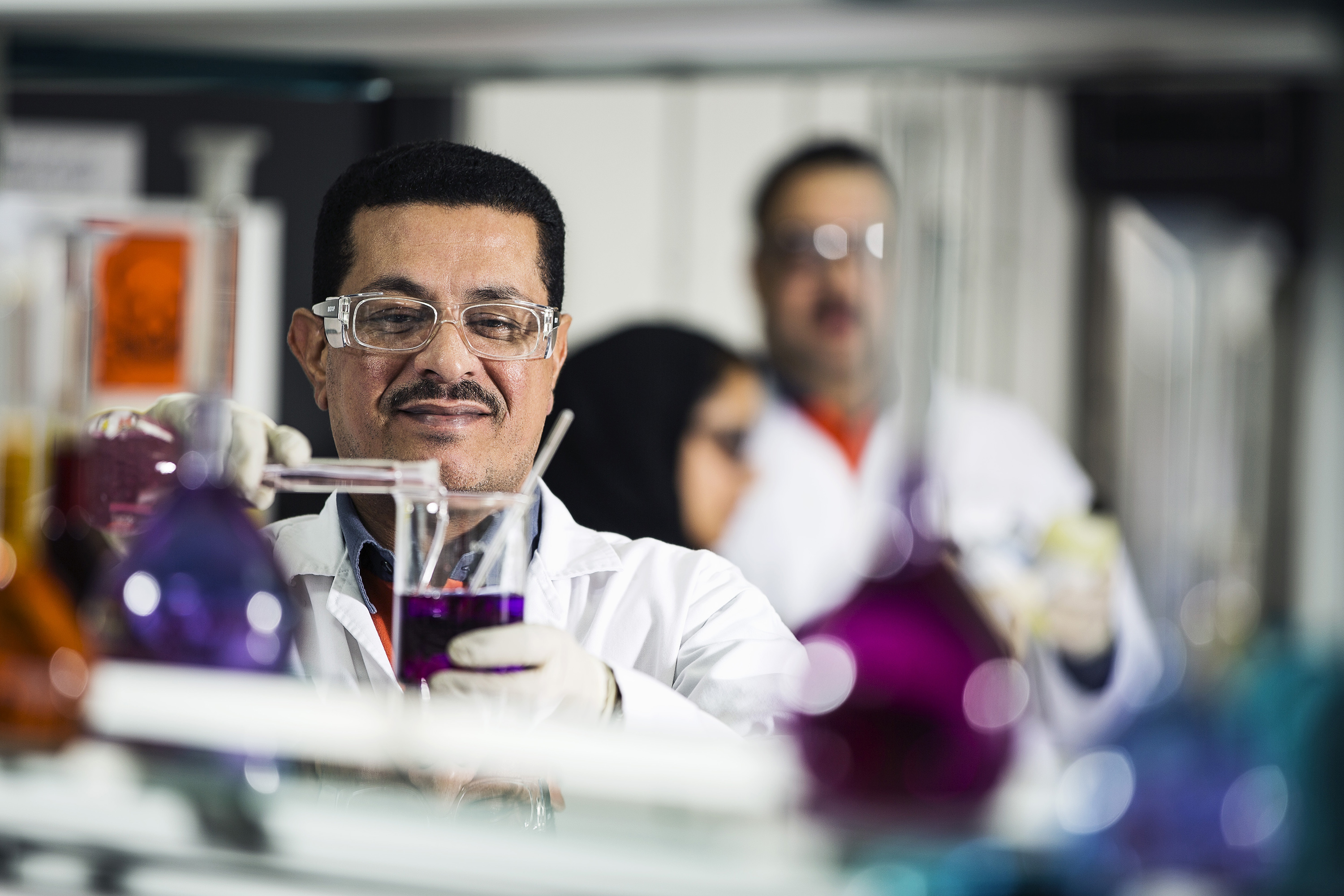
مختبر البا
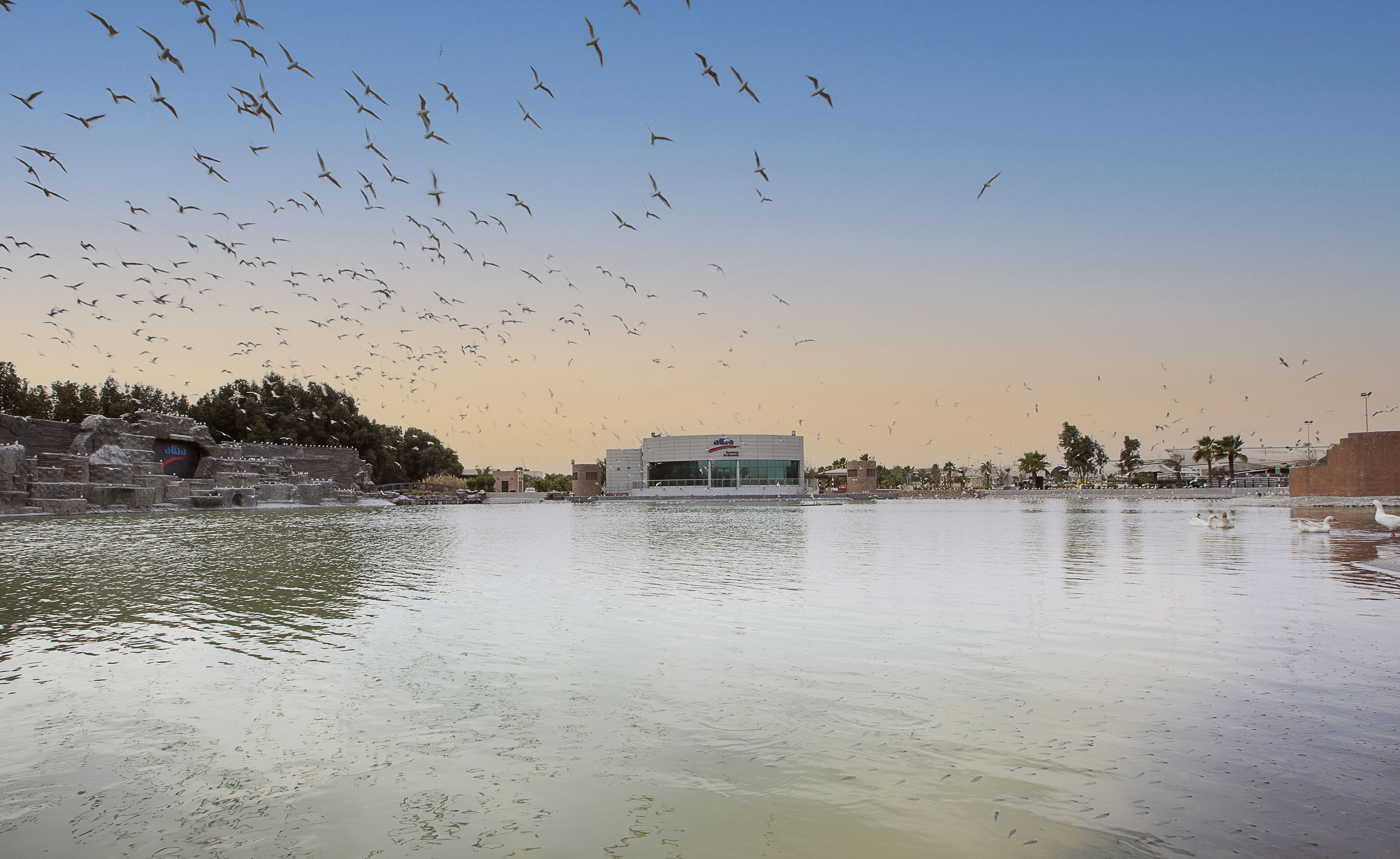
واحة البا
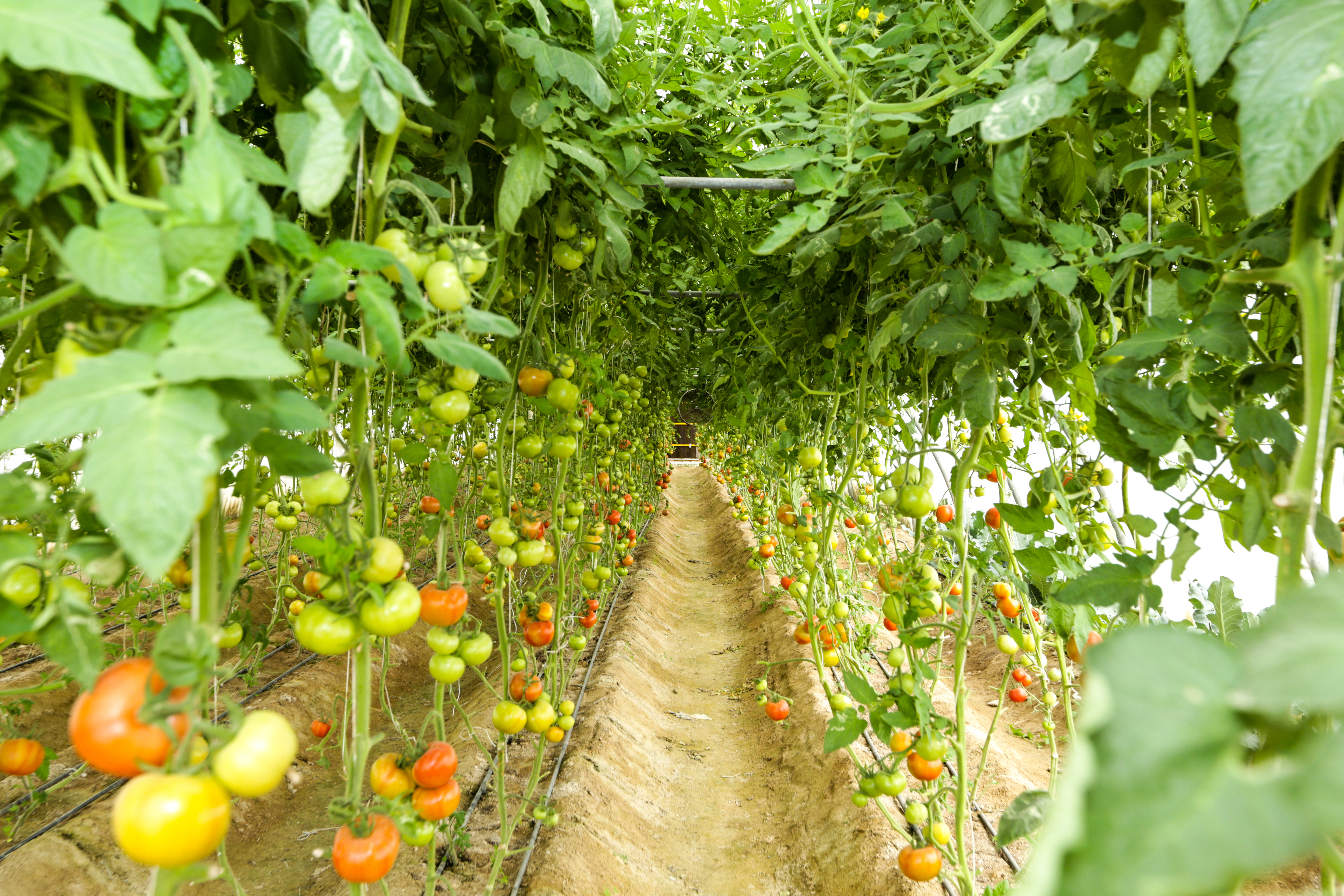
واحة البا
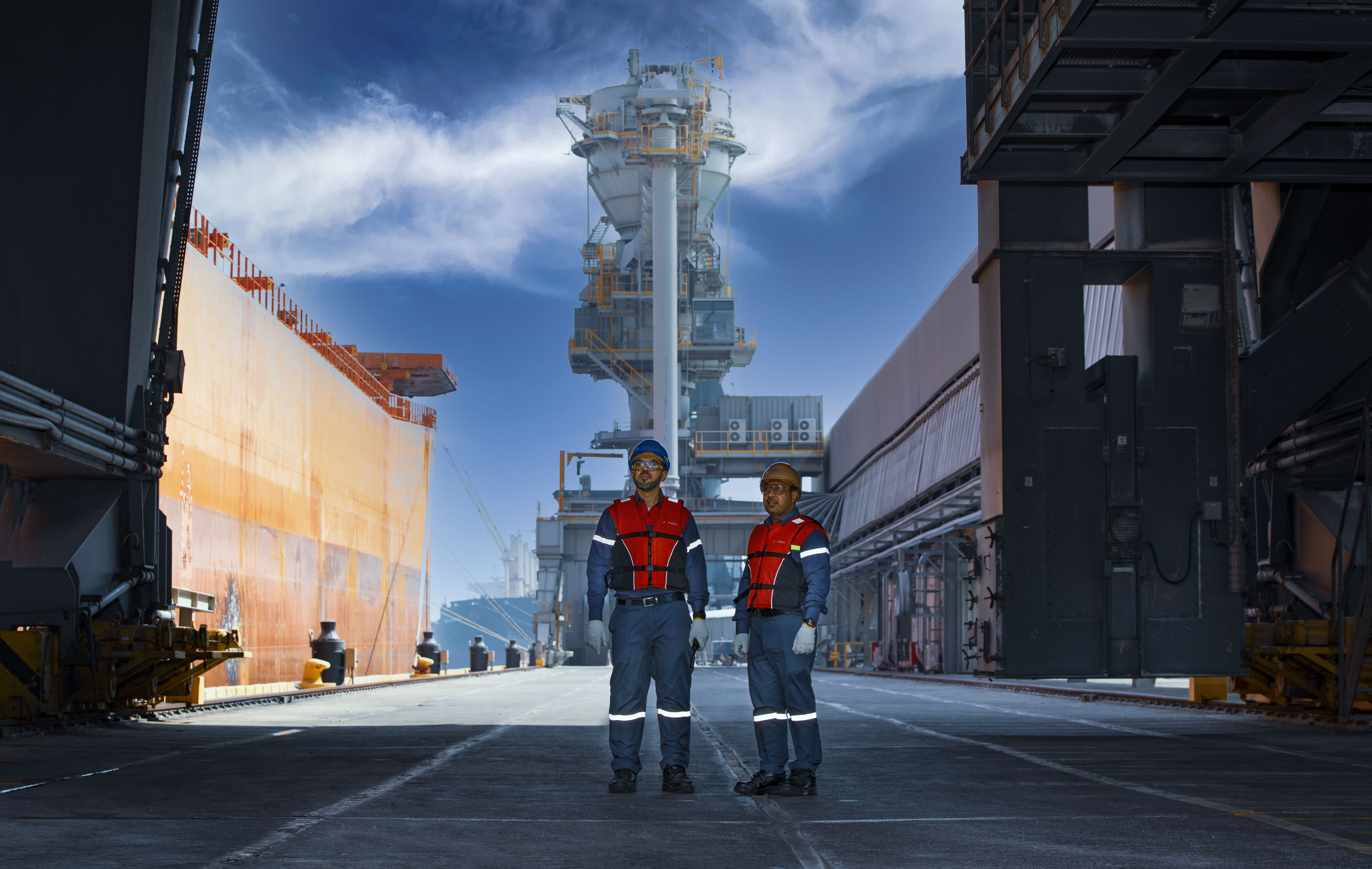
مصنع التكليس والمرفأ البحري
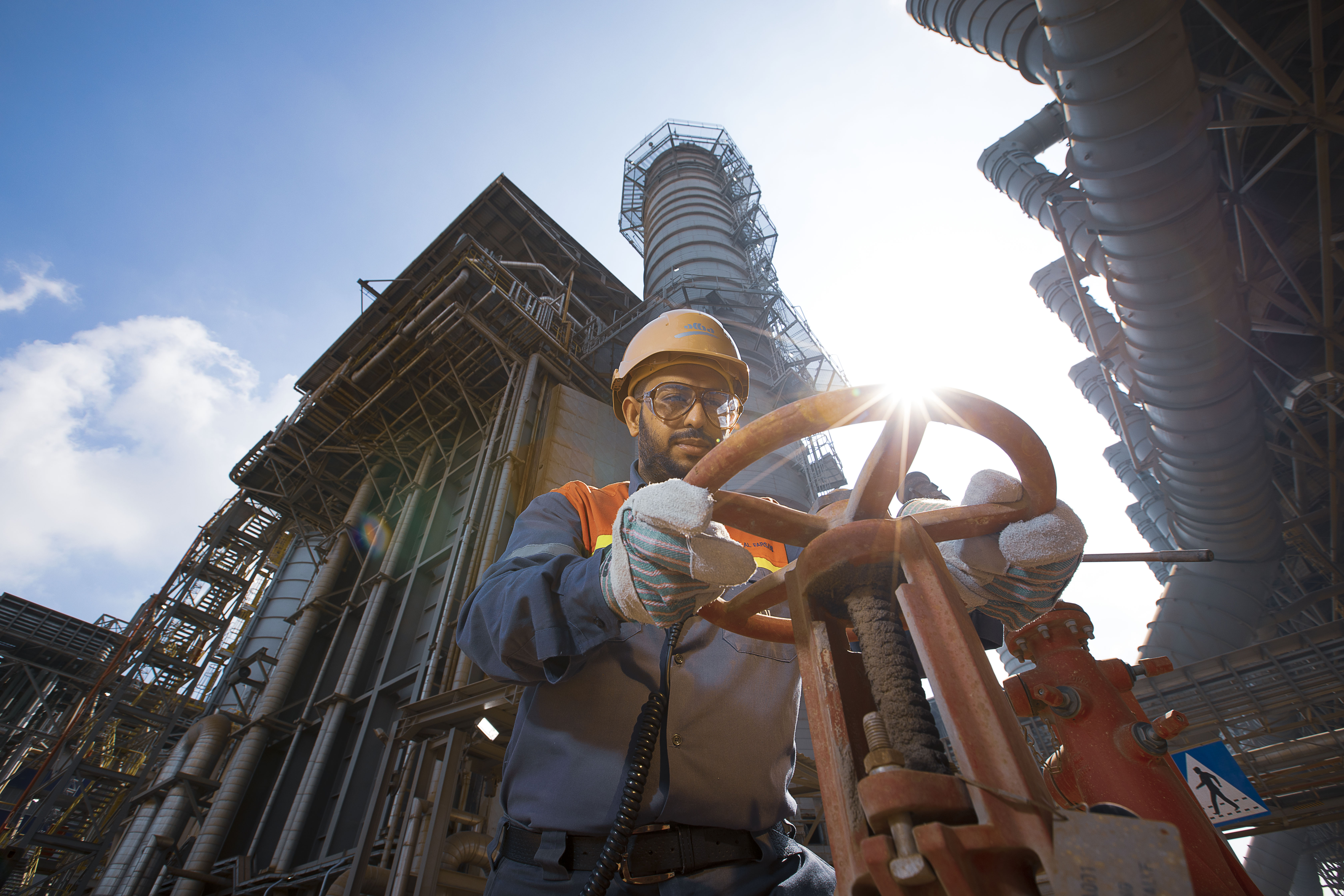
مصانع الكربون
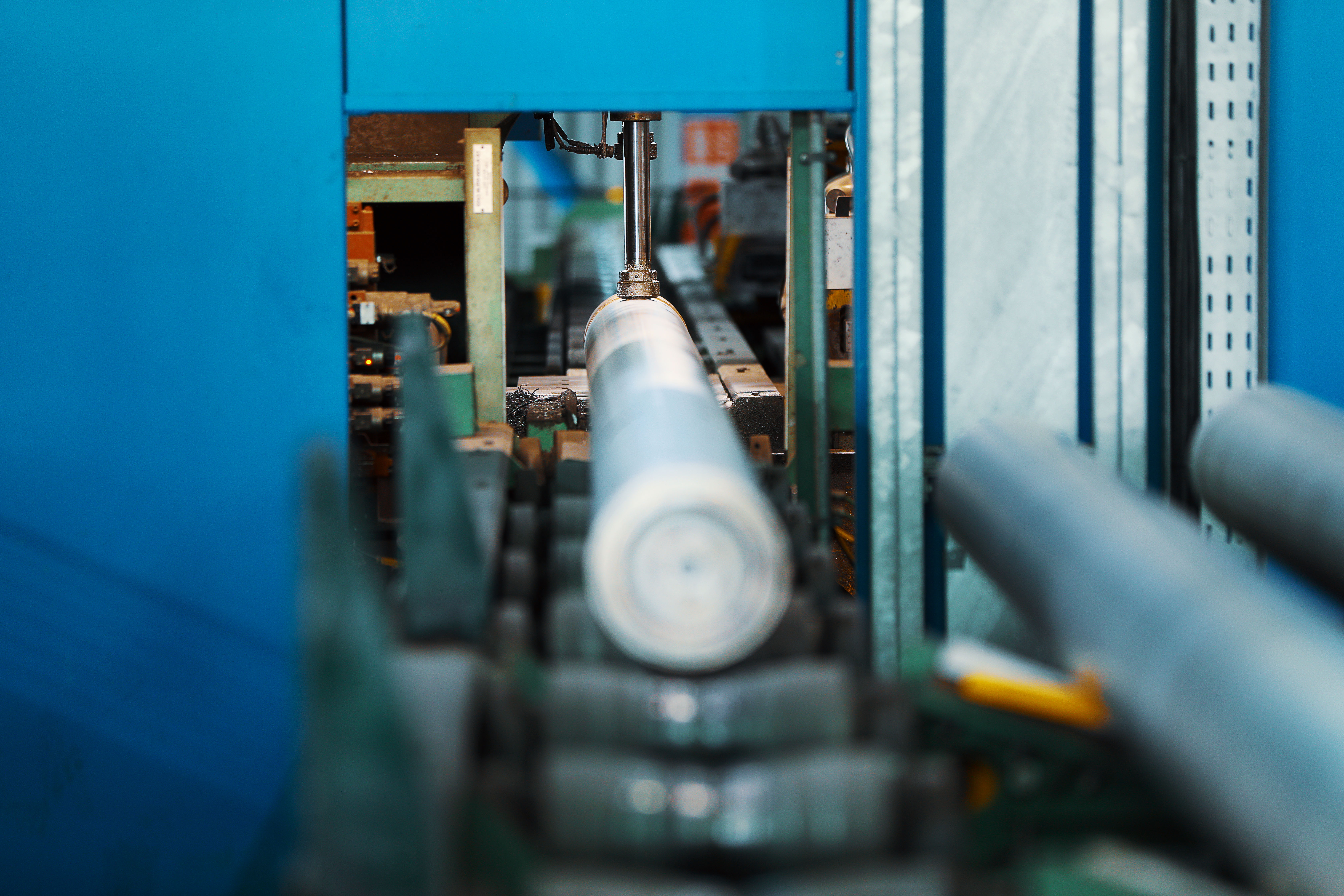
المسابك
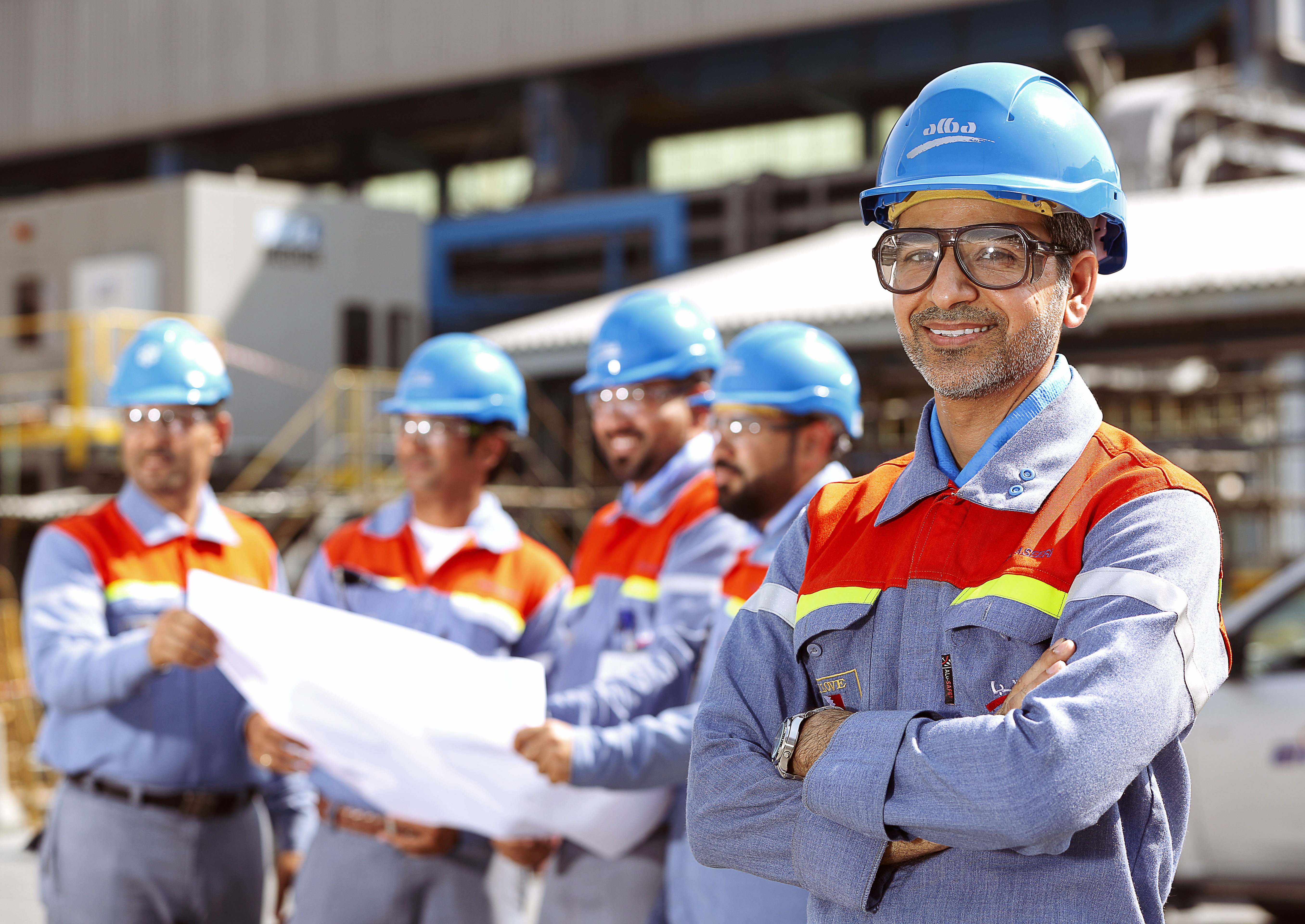
مجموعة من موظفي البا
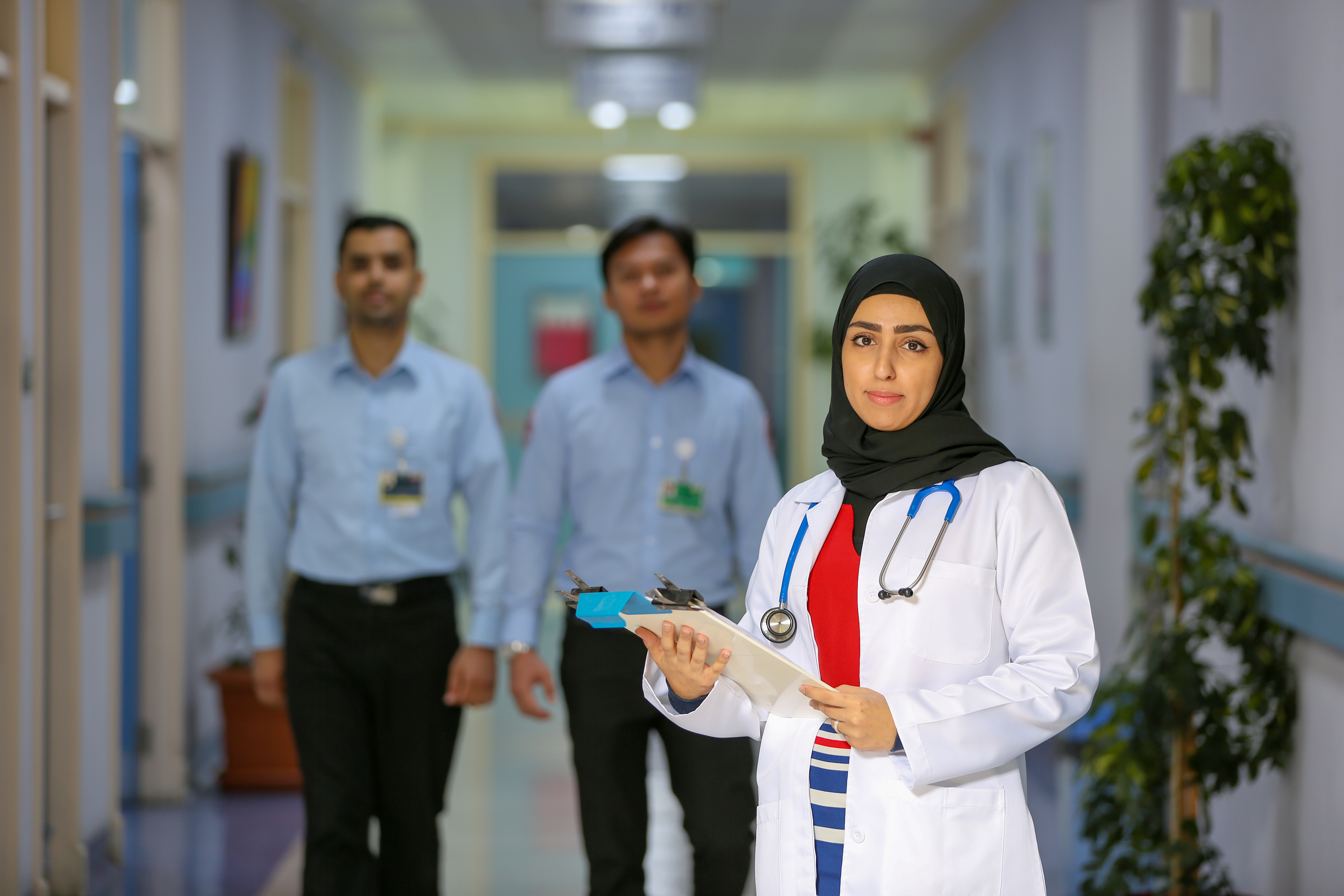
مركز البا للرعاية الصحية
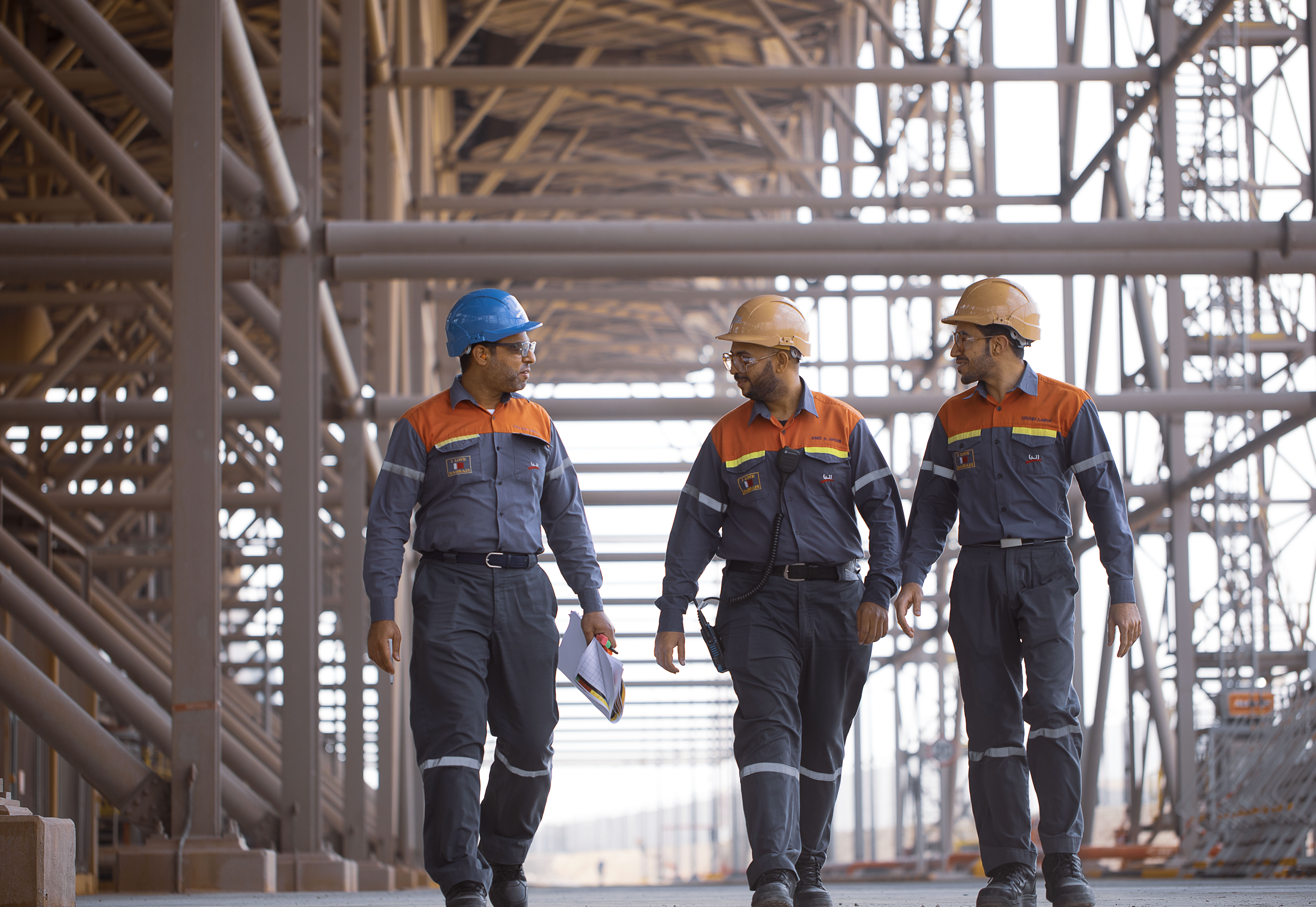
محطات الطاقة
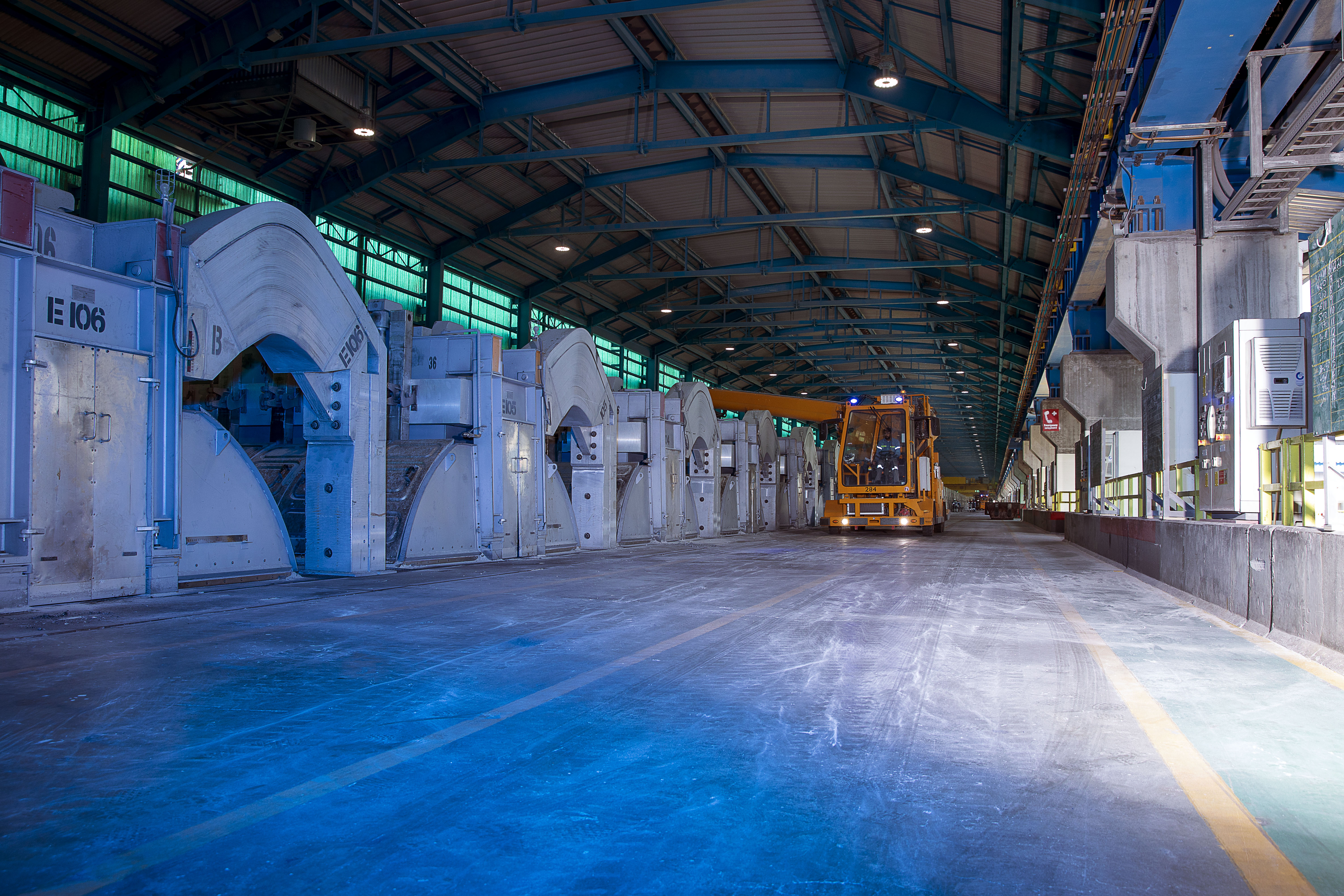
خطوط الصهر بشركة البا
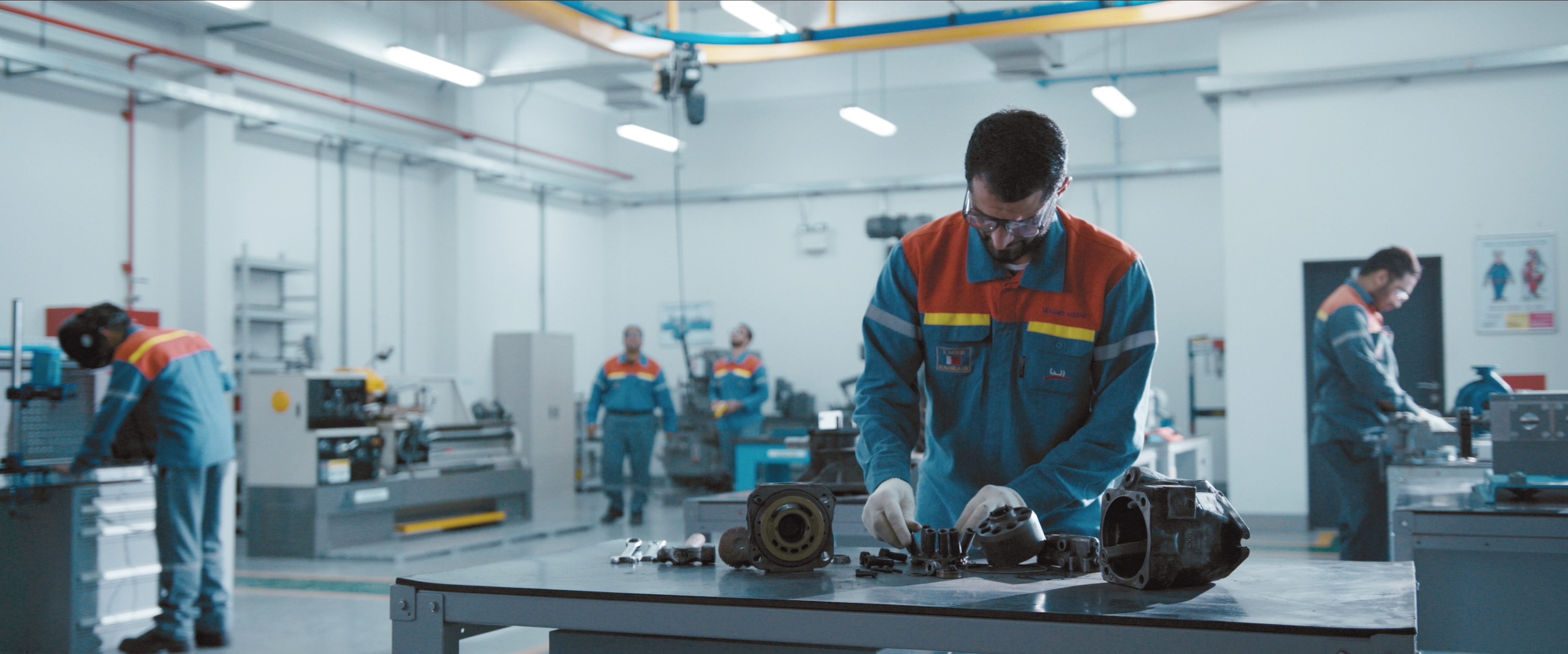
دائرة التدريب
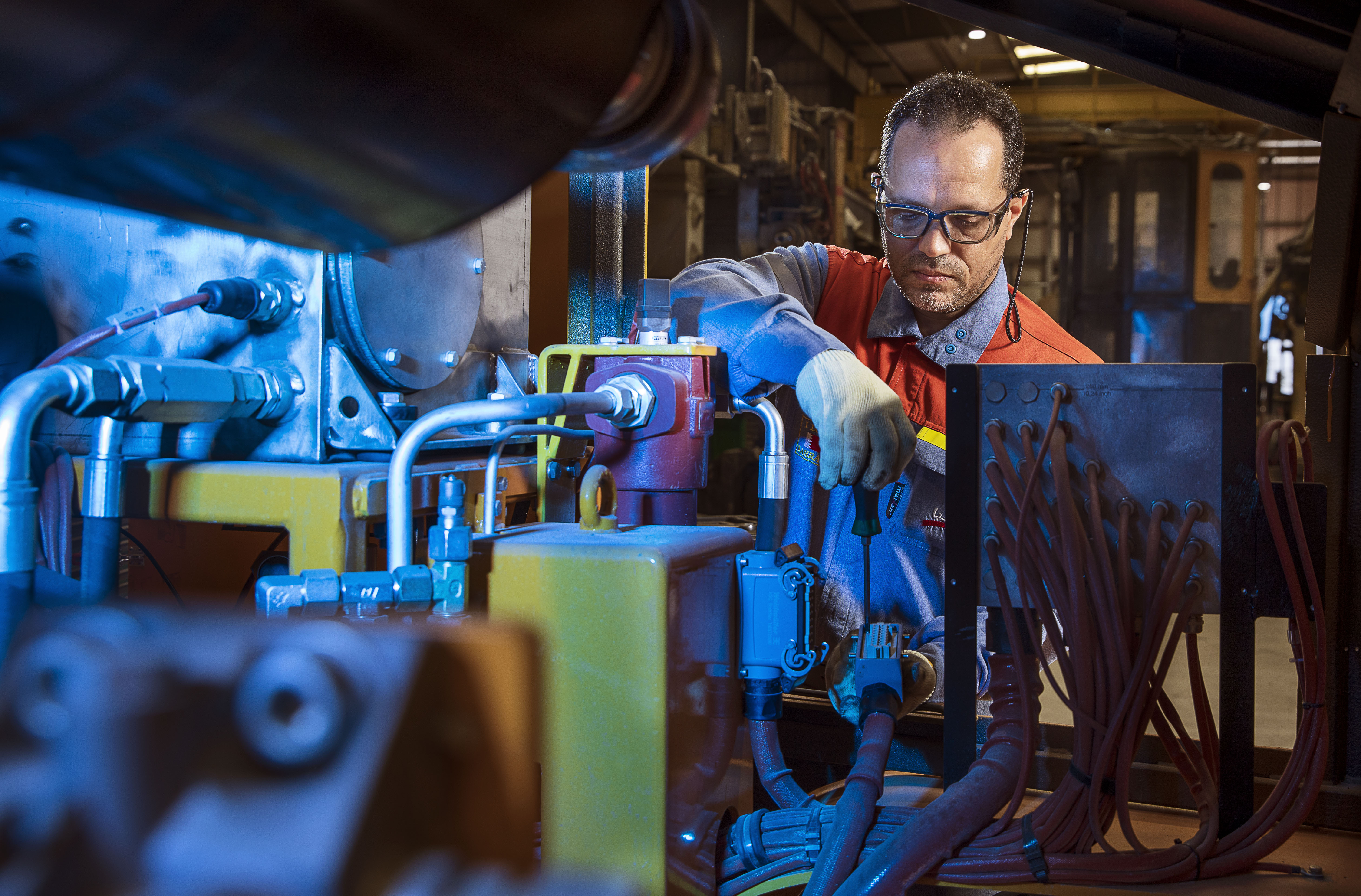
الورشة وخدمات الصيانة